# HD 75289 b
HD 75289 b ist ein Exoplanet, der den gelben Zwerg HD 75289 alle 3,509267 Tage umkreist. Auf Grund seiner hohen Masse wird angenommen, dass es sich um einen Gasplaneten handelt.

## Entdeckung
Der Planet wurde mit Hilfe der Radialgeschwindigkeitsmethode von Stéphane Udry et al. im Jahr 1999 entdeckt.

## Umlauf und Masse
Der Planet umkreist seinen Stern in einer Entfernung von ca. 0,0482 Astronomischen Einheiten bei einer Exzentrizität von 3,4 % und hat eine Masse von ca. 148,5 Erdmassen bzw. 0,467 Jupitermassen.